# David Frost
Sir David Paradine Frost OBE (7. dubna 1939 Tenterden, Kent, Anglie – 31. srpna 2013 na palubě MS Queen Elizabeth, Středozemní moře) byl britský televizní moderátor, novinář a spisovatel, který začínal v 60. letech jako komik. Byl jedním z protagonistů tzv. Satire Boomu, rozmachu satiry a politického humoru vedeného univerzitními kluby, a díky úspěchu se satirickým pořadem That Was the Week That Was prorazil i do USA.

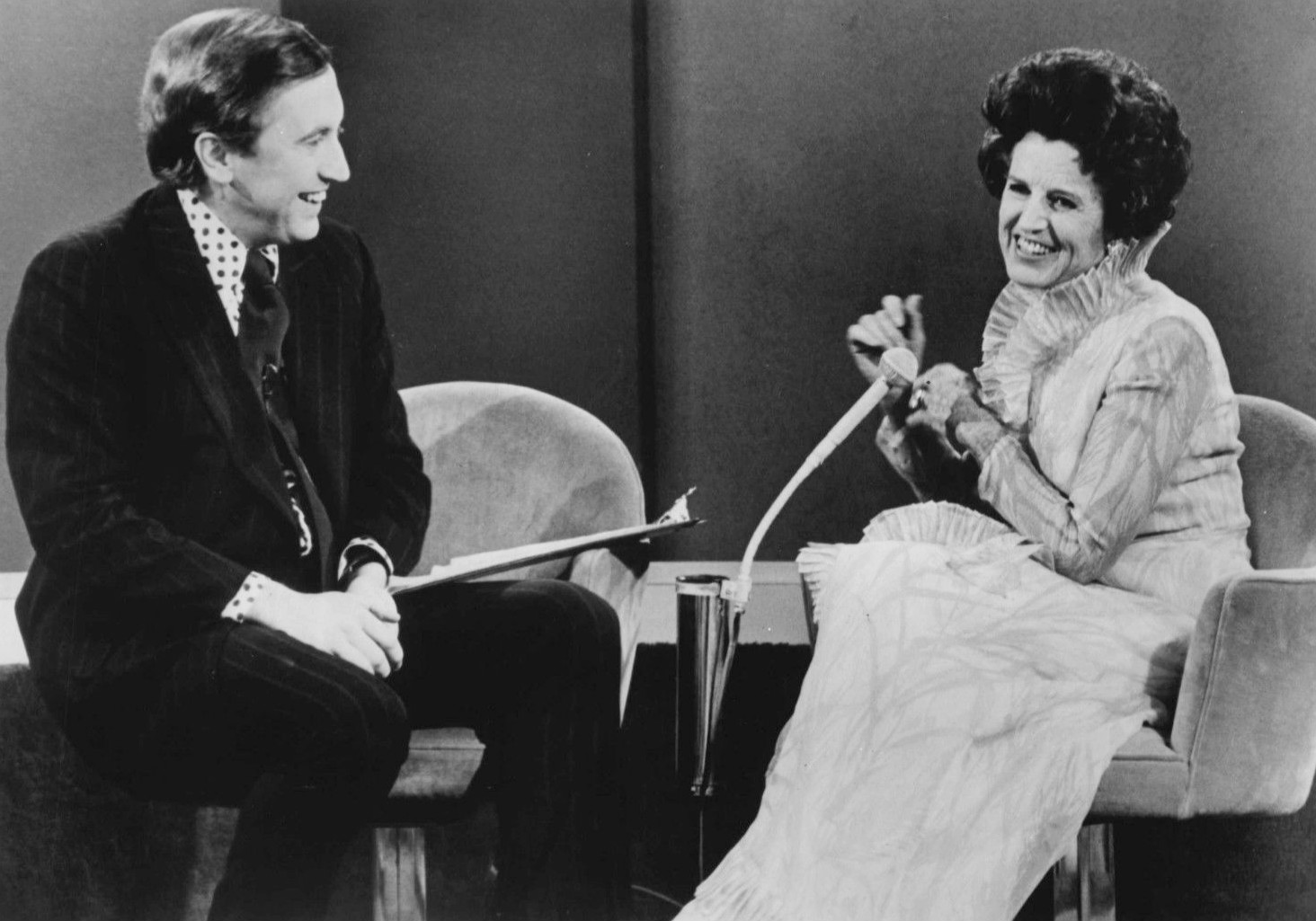
Frost při rozhovoru s Rose Kennedyovou (1971)

Vedl televizní rozhovory s vrcholnými politiky své doby, včetně osmi britských premiérů a osmi amerických prezidentů, a podařilo se mu mimořádně vyzpovídat i odstoupivšího prezidenta Nixona (v roce 1977) – tento cyklus rozhovorů byl později zdramatizován a zfilmován.
Za svou práci získal ceny BAFTA Fellowship a Emmy za celoživotní dílo. Byl aktivní až do smrti – zemřel v 74 letech na výletní lodi MS Queen Elizabeth, kde byl najat jako řečník.